# Xeralictus
Xeralictus är ett släkte av bin. Xeralictus ingår i familjen vägbin.
Kladogram enligt Catalogue of Life:
| Xeralictus | \| \| Xeralictus bicuspidariae \| \| \| \| \| \| Xeralictus timberlakei \| \| \| \| |
|            | \| \| Xeralictus bicuspidariae \| \| \| \| \| \| Xeralictus timberlakei \| \| \| \| |
|            | Xeralictus bicuspidariae                                                            |
|            |                                                                                     |
|            | Xeralictus timberlakei                                                              |
|            |                                                                                     |

## Bildgalleri

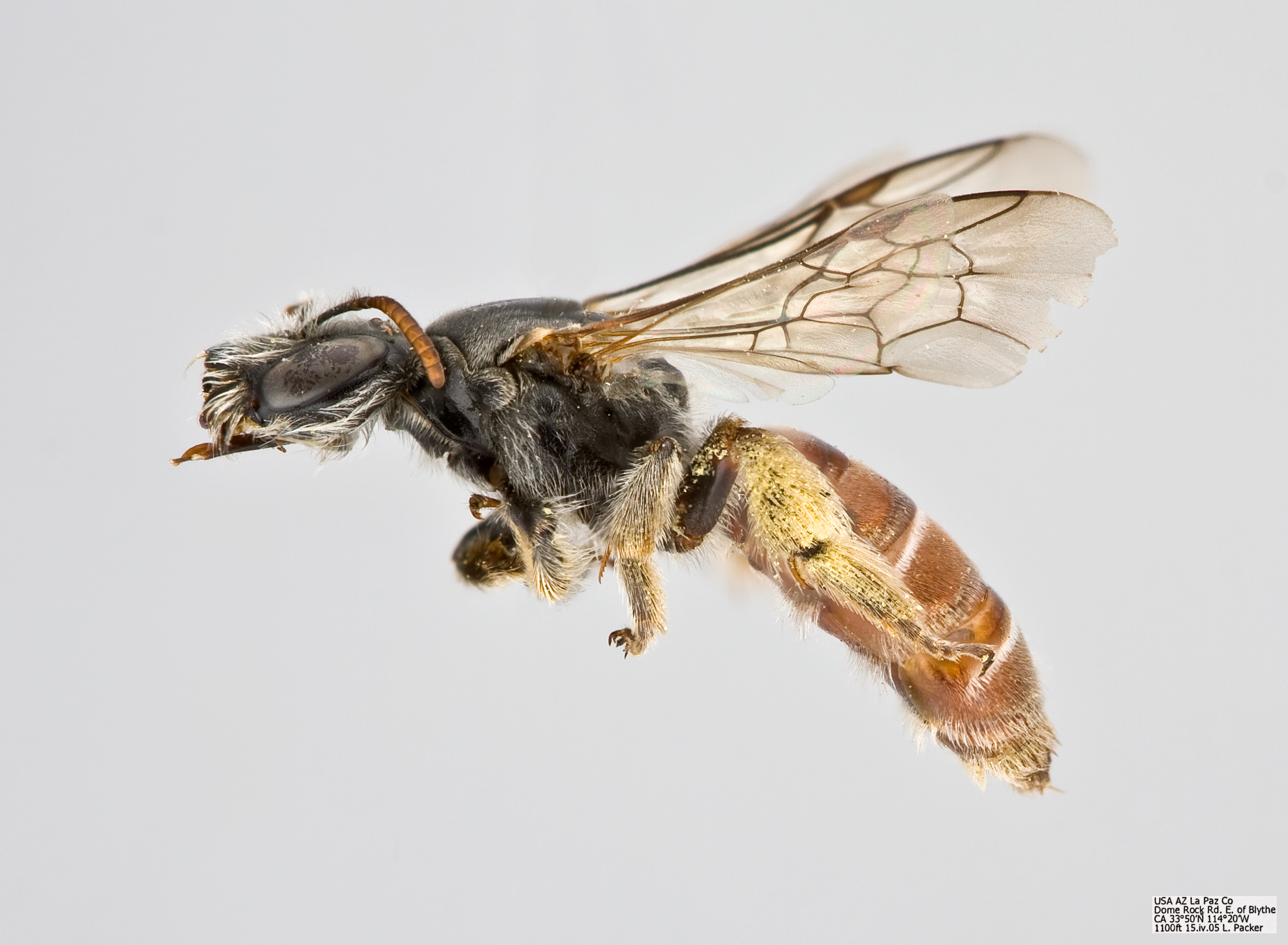
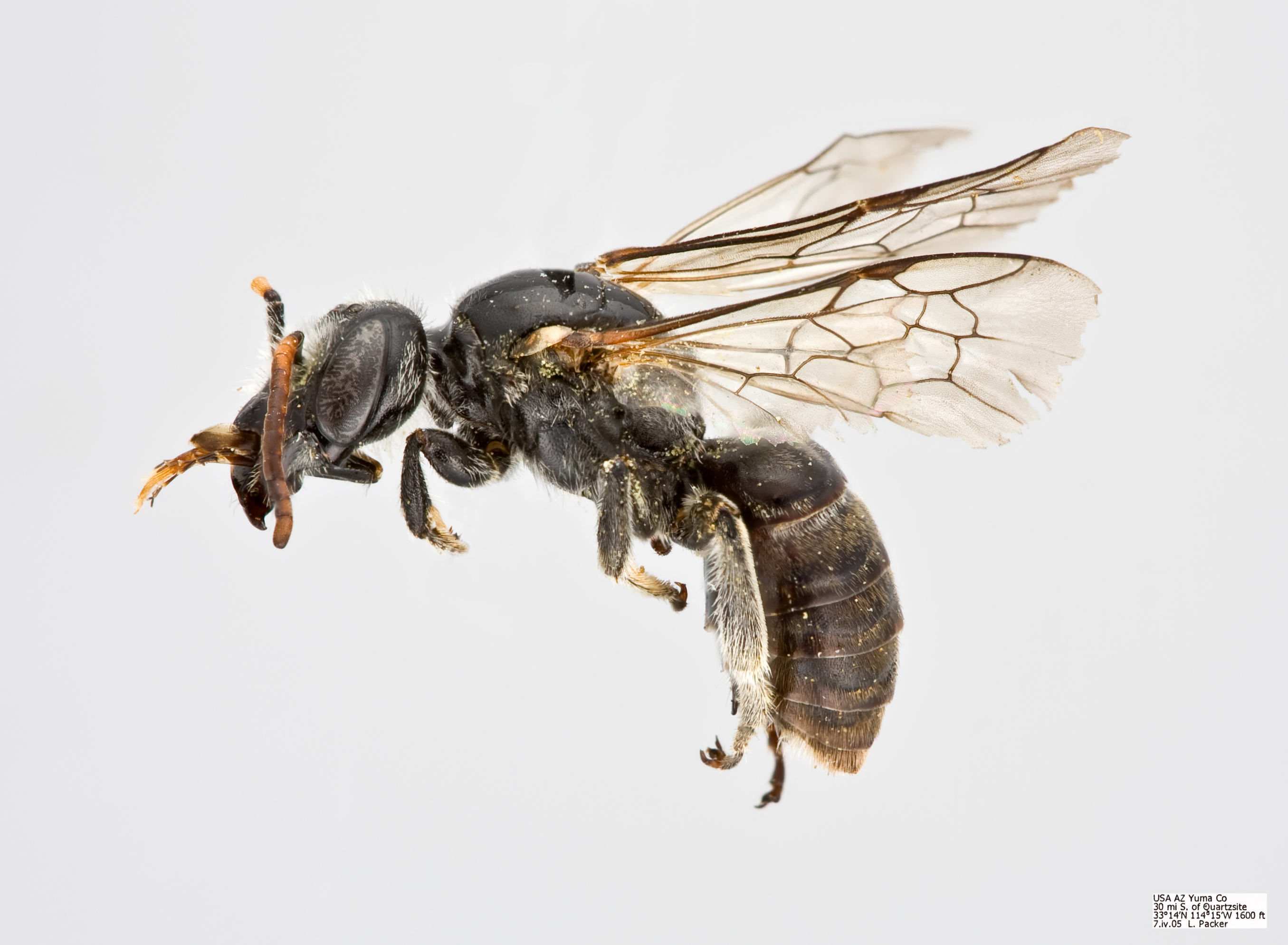
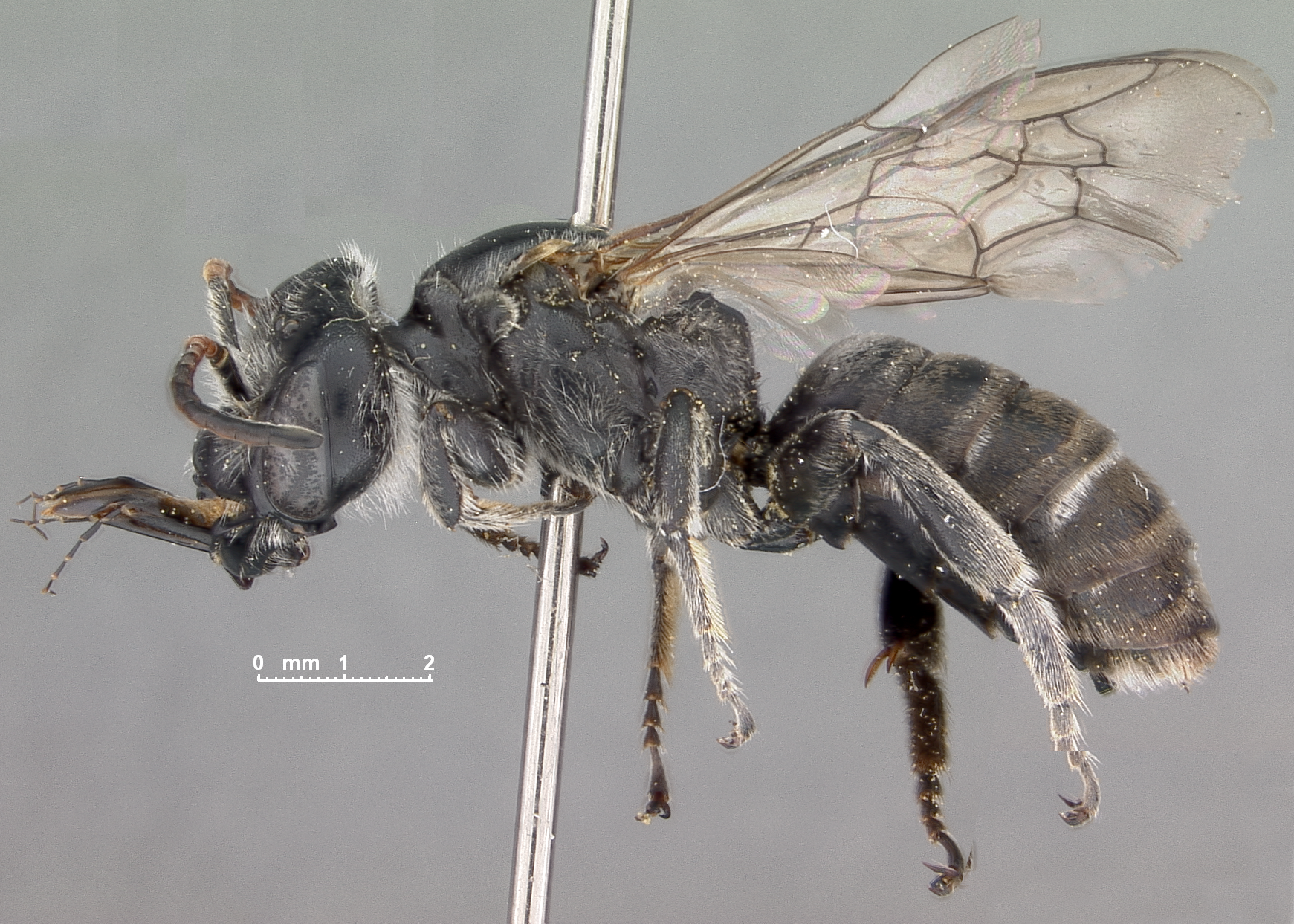